# Buding
Pour les articles homonymes, voir Buding (homonymie).
Ne doit pas être confondu avec Budling, commune limitrophe.
Buding [bydɛ̃] est une commune française située dans le département de la Moselle, en Lorraine, dans la région administrative Grand Est.

## Géographie

### Communes limitrophes
| Inglange    |                    | Budling  |
| Metzervisse | Buding             | Veckring |
| Metzeresche | Kédange-sur-Canner | Klang    |

### Voie verte
Il y a une modification à apporter sur la carte IGN bleue 3411 O (Thionville) échelle 1/25000. Au départ de Buding, une nouvelle voie verte a été construite à 75 %. Elle est interdite à tout véhicule à moteur et sert de piste cyclable. Elle est orientée nord-sud, parallèlement à la D 2, et décalée vers l'ouest de 300 m en moyenne :
- de la sortie de Buding à l'entrée d'Inglange : 1,2 km (goudronnée) ;
- traversée d'Inglange (de la D 118c à la rue du Calvaire) : 1 km (goudronnée) ;
- de la sortie d'Inglange à l'entrée d'Elzange : 1,4 km (goudronnée) ;
- traversée d'Elzange (de la rue des Lilas à la rue de la Scierie) : 0,6 km (goudronnée) ;
- de la sortie d'Elzange à la cote 158, au nord du Griesberg : 2 km (non goudronnée) ;
- de la cote 158 à l'entrée de Kœnigsmacker (chemin de Mewinckel) :  1,1 km (goudronnée).

Distance Buding - Kœnigsmacker : 7,3 km.
Jonction avec le  chemin de la Moselle (piste cyclable Thionville- Kœnigsmacker-Sierck de 30 km de long) et avec le circuit du Hackenberg de Buding à Veckring.
Le chemin de la Canner part du parcours de promenade et de découverte de Buding à proximité du Moulin, passe par les champs où on peut admirer les collines verdoyantes et par deux villages typiquement lorrains (Inglange et Elzange) pour rejoindre Kœnigsmaker où se trouve la ferme du Mewinckel avec des chambres d'hôtes et l'Office du Tourisme, tout en suivant le cours de la Canner, affluent de la Moselle.
 La commune possède une annexe nommée Elzing.

### Voies de communication et transports
Buding est desservi par la Ligne de bus TIM 107 Thionville - Waldweistroff du conseil général de la moselle avec trois allers/retours.

### Hydrographie
La commune est située dans le bassin versant du Rhin au sein du bassin Rhin-Meuse. Elle est drainée par le ruisseau le Canner, le ruisseau le Reimers et le ruisseau le Bisbach.
Le Canner, d'une longueur totale de 29,4 km, prend sa source dans la commune de Vry et se jette  dans la Moselle à Kœnigsmacker, après avoir traversé onze communes.

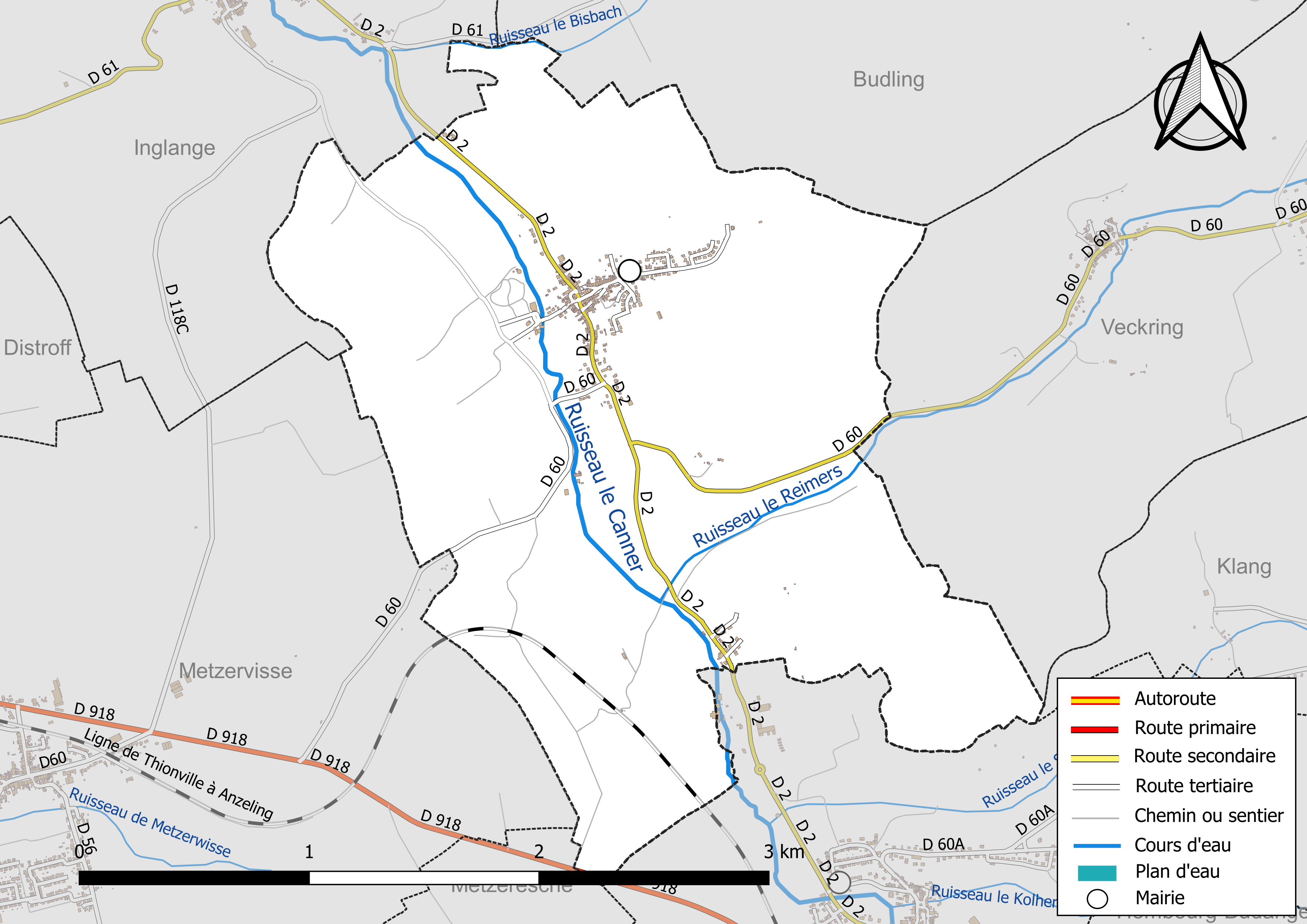
Réseaux hydrographique et routier de Buding.

La qualité des eaux des principaux cours d’eau de la commune, notamment du ruisseau le Canner, peut être consultée sur un site dédié géré par les agences de l’eau et l’Agence française pour la biodiversité.

### Climat
Pour des articles plus généraux, voir Climat du Grand Est et Climat de la Moselle.
En 2010, le climat de la commune est de type climat des marges montargnardes, selon une étude du Centre national de la recherche scientifique s'appuyant sur une série de données couvrant la période 1971-2000. En 2020, Météo-France publie une typologie des climats de la France métropolitaine dans laquelle la commune est exposée à un climat semi-continental et est dans la région climatique Lorraine, plateau de Langres, Morvan, caractérisée par un hiver rude (1,5 °C), des vents modérés et des brouillards fréquents en automne et hiver.
Pour la période 1971-2000, la température annuelle moyenne est de 9,4 °C, avec une amplitude thermique annuelle de 16,9 °C. Le cumul annuel moyen de précipitations est de 788 mm, avec 12,4 jours de précipitations en janvier et 9,1 jours en juillet. Pour la période 1991-2020, la température moyenne annuelle observée sur la station météorologique de Météo-France la plus proche, « Malancourt », sur la commune d'Amnéville à 15 km à vol d'oiseau, est de 10,2 °C et le cumul annuel moyen de précipitations est de 884,1 mm. 
La température maximale relevée sur cette station est de 39,3 °C, atteinte le 25 juillet 2019 ; la température minimale est de −17,9 °C, atteinte le 5 janvier 1985,,.
Les paramètres climatiques de la commune ont été estimés pour le milieu du siècle (2041-2070) selon différents scénarios d'émission de gaz à effet de serre à partir des nouvelles projections climatiques de référence DRIAS-2020. Ils sont consultables sur un site dédié publié par Météo-France en novembre 2022.

## Urbanisme

### Typologie
Au 1er janvier 2024, Buding est catégorisée bourg rural, selon la nouvelle grille communale de densité à sept niveaux définie par l'Insee en 2022.
Elle est située hors unité urbaine. Par ailleurs la commune fait partie de l'aire d'attraction de Luxembourg (partie française), dont elle est une commune de la couronne,. Cette aire, qui regroupe 115 communes, est catégorisée dans les aires de 700 000 habitants ou plus (hors Paris),.

### Occupation des sols
L'occupation des sols de la commune, telle qu'elle ressort de la base de données européenne d’occupation biophysique des sols Corine Land Cover (CLC), est marquée par l'importance des territoires agricoles (58,1 % en 2018), en diminution par rapport à 1990 (59 %). La répartition détaillée en 2018 est la suivante : 
forêts (37,8 %), terres arables (29,4 %), prairies (28,7 %), zones urbanisées (4,1 %). L'évolution de l’occupation des sols de la commune et de ses infrastructures peut être observée sur les différentes représentations cartographiques du territoire : la carte de Cassini (XVIIIe siècle), la carte d'état-major (1820-1866) et les cartes ou photos aériennes de l'IGN pour la période actuelle (1950 à aujourd'hui).

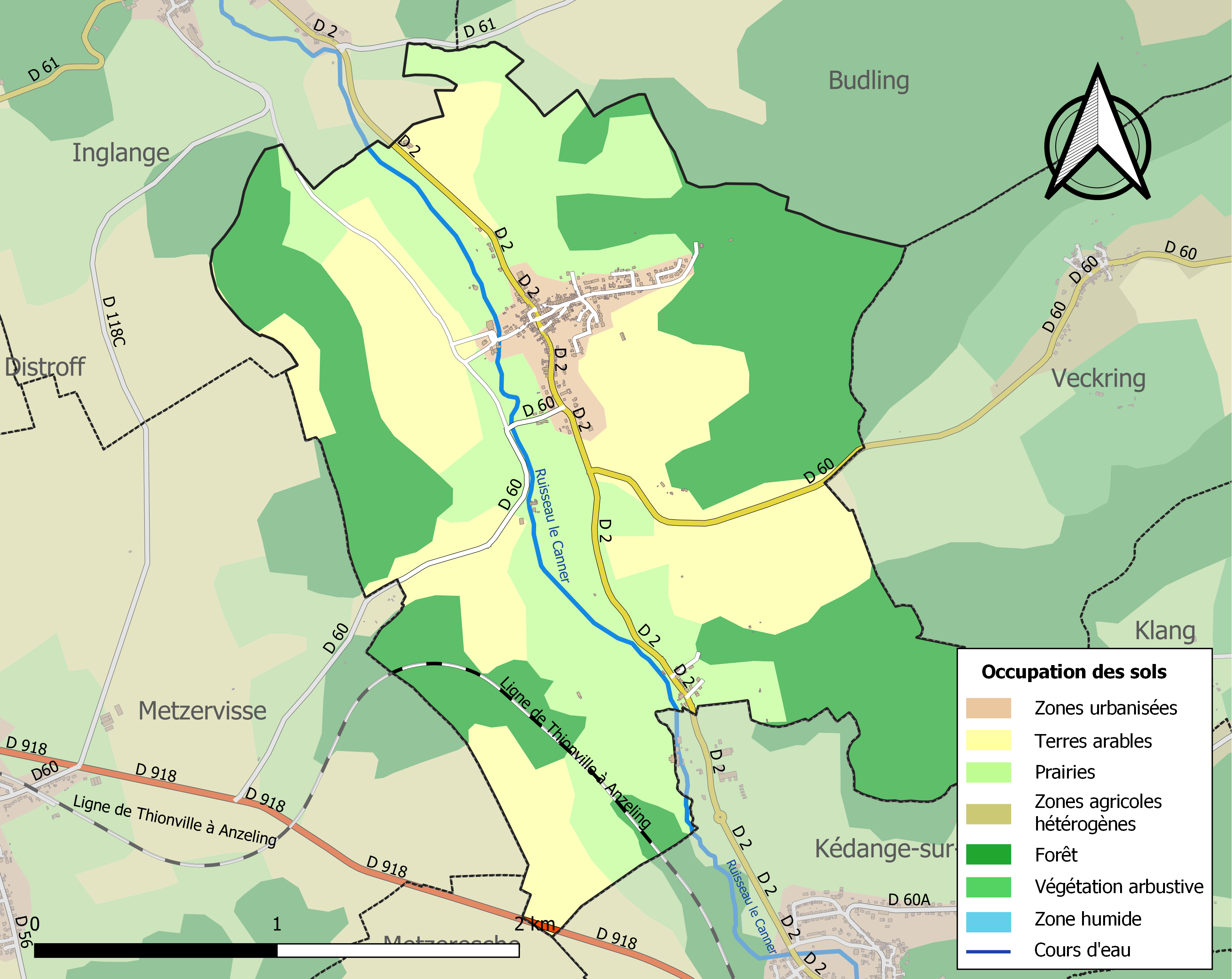
Carte des infrastructures et de l'occupation des sols de la commune en 2018 (CLC).

## Toponymie

### Buding
Le nom de la localité est attesté sous les formes Budinacha en 940, Budinga au XIe siècle, Boudinga en 1150, Buedenges en 1295 et en 1298, Budingen en 1375, Budingen off der Kandern en 1473, Buddingen en 1480 et en 1507, Budingen en 1507, Puding au XVIIe siècle, Niderbudingen en 1680, Biddingen en 1693, Buding en 1793, Büdingen (1871-1918 et 1940-1944).
- En allemand : Nieder-Büdingen[15].
- En francique lorrain : Bëddéngen[19].

Selon les toponymistes, il s'agit d'une formation toponymique en -inga, suffixe d'origine germanique au datif-locatif féminin pluriel qui indique une propriété terrienne (par opposition au suffixe -ingen au datif-locatif masculin pluriel qui se réfère à la parentèle).
Le premier élément Bud- représente selon le cas général un anthroponyme. On peut identifier soit le nom de personne germanique Bodo, soit le nom de personne germanique Budo, hypocoristiques des thèmes BOD / BUD. Ce nom de personne se reconnaît également dans le toponyme belge Booienhoven (Boedenhoeven en 1235) complété de l'appellatif germanique hof « cour, cour de ferme, ferme ». D'autres formations germano-romanes semblent contenir ce même anthroponyme, dont Boinville-le-Gaillard (Yvelines, Bouenvilla du XIe au XIIIe siècle, Boenvilla en 1232) et sans doute Boinvilliers (Yvelines, Boinvillare vers 1250). C'est aussi le nom de personne Boto / Bodo que l'on retrouve dans Boisney (Eure, Boeneium 1142). Dans ces exemples romans, on observe l'amuïssement régulier du [t] / [d] intervocalique (type catena > cadena > cadhena > chaene > chaine).
La forme romane de Buding n'apparait qu'au XIIIe siècle (Buedenges en 1295), ce qui semble correspondre à l'époque où Henri II de Bar, par exemple, étend son emprise sur la région. D'ailleurs, c'est aussi vers cette époque que certains toponymes en -inga ou -ingen à proximité de Buding ont été romanisés en -ange (Hayange, Florange, Uckange etc.) alors que Buding a été romanisé en -enges.

### Elzing
Le nom de la localité est attesté sous les formes Aliasingas en 888, Ilsingen en 1632, Eltzingen en 1681, Eltzing en 1698, Ilzin en 1699, Elsingen en 1871-1918.
- En allemand : Iltzingen an der Kanner[15].
- En francique lorrain : Elséngen[19].

## Histoire

### Buding
Un diplôme de l'empereur Henri IV de l'an 1056 renferme des indications sur le sens attaché à ces noms de Buding et Budingen : il résulte de ce diplôme que les villages ainsi nommés étaient des lieux destinés à la tenue d'audiences des justices.
Village qui dépendait en partie de la seigneurie de la Grange (1681) et en partie de la seigneurie de Busbach (1682). Anciennement annexe de la paroisse du Hackenberg, Buding appartenait au diocèse de Trèves dans l'archidiaconé de Tholey.

### Elzing
Certains archéologues du XIXe siècle étaient convaincus qu’un poste militaire romain du nom de Caranusca se trouvait à Elzing, alors que pour l'historien Jules Vannérus Caranusca ne concerne pas Elzing mais Garche. Aussi, le toponymiste Ernest Nègre, dans sa Toponymie générale de la France, considère que la mention Caranusca datant du IVe siècle est un ancien nom de Garche.
Elzing dépendait de la communauté de Buding et de la paroisse du Hackenberg dans le  diocèse de Trèves. Ce hameau dépendait également des seigneuries de Fontoy et du Hackenberg, et était siège d'une justice haute, moyenne et basse en 1681 et en 1748.

## Politique et administration
| Période                                  | Période      | Identité           | Étiquette | Qualité                  |
| ---------------------------------------- | ------------ | ------------------ | --------- | ------------------------ |
| Les données manquantes sont à compléter. |              |                    |           |                          |
| 1976                                     | 1983         | Emmanuel Catteau   | s. é.     |                          |
| mars 1983                                | 1993 (Décès) | Ferdinand Fick     |           | Garde forestier retraité |
| 1993                                     | mars 1995    | Armand Wirig       |           |                          |
| mars 1995                                | 2020         | Jean Yves Le Corre | s. é.     |                          |
| 2020                                     | En cours     | Philippe Schiano   |           |                          |

## Démographie
L'évolution du nombre d'habitants est connue à travers les recensements de la population effectués dans la commune depuis 1793. Pour les communes de moins de 10 000 habitants, une enquête de recensement portant sur toute la population est réalisée tous les cinq ans, les populations de référence des années intermédiaires étant quant à elles estimées par interpolation ou extrapolation. Pour la commune, le premier recensement exhaustif entrant dans le cadre du nouveau dispositif a été réalisé en 2006.

En 2022, la commune comptait 567 habitants, en évolution de −4,06 % par rapport à 2016 (Moselle : +0,52 %, France hors Mayotte : +2,11 %).
| 1793 | 1800 | 1806 | 1821 | 1836 | 1841 | 1861 | 1866 | 1871 |
| ---- | ---- | ---- | ---- | ---- | ---- | ---- | ---- | ---- |
| 451  | 472  | 507  | 473  | 532  | 572  | 490  | 486  | 454  |

| 1875 | 1880 | 1885 | 1890 | 1895 | 1900 | 1905 | 1910 | 1921 |
| ---- | ---- | ---- | ---- | ---- | ---- | ---- | ---- | ---- |
| 424  | 398  | 421  | 384  | 405  | 382  | 362  | 364  | 312  |

| 1926 | 1931 | 1936 | 1946 | 1954 | 1962 | 1968 | 1975 | 1982 |
| ---- | ---- | ---- | ---- | ---- | ---- | ---- | ---- | ---- |
| 331  | 318  | 328  | 297  | 311  | 326  | 339  | 339  | 385  |

| 1990 | 1999 | 2006 | 2011 | 2016 | 2021 | 2022 | - | - |
| ---- | ---- | ---- | ---- | ---- | ---- | ---- | - | - |
| 509  | 472  | 492  | 596  | 591  | 574  | 567  | - | - |

## Culture locale et patrimoine

### Linguistique
Dans le Sud de la région de Thionville, les diphtongues sont peu nombreuses dans les dialectes locaux, et plus on va vers le Nord plus il y a de diphtongues.
À Buding, Hastroff, Inglange et Breistroff-la-Petite, on parle exactement le même dialecte francique. Ce dialecte a deux diphtongues : [au] et [ai], toutes les autres diphtongues du luxembourgeois standard correspondent à des voyelles brèves ou longues (selon les cas) dans ce dialecte local. Cependant, il y a quelques mots pour lesquels les voyelles et les diphtongues sont les mêmes localement et en luxembourgeois standard, cela concerne les voyelles [u], [i], [a] et la diphtongue [ao].
Les autres spécificités du dialecte parlé à Hastroff, Inglange, Breistroff-la-Petite et Buding sont les suivantes : un [ch] placé avant un [t] disparait de la prononciation, la consonne finale [n] disparait dans les participes passés, la lettre [r] est vocalisée quand c'est la dernière lettre d'un mot et quand elle est située après une voyelle longue, cette même lettre [r] est prononcée dans la gorge après une voyelle brève et après une consonne, de nombreux datifs pluriels prennent la finale [en] et le pluriel [en] se réduit parfois à [n].

### Sobriquets
Les habitants de Buding étaient surnommés : d'Bëddénger Kräsisbiren (les poires à cidre de Buding) et d'Bëddénger Kräsisbéck (les boucs buveurs de cidre de Buding). Au XIXe siècle, il y avait encore dans tout le canton de Metzervisse des poiriers sauvages et avec les poires qu'ils produisaient on faisait du cidre ; les habitants de Buding semblaient boire de grandes quantités de ce cidre.

### Lieux et monuments

#### Édifices civils
Les deux moulins de Buding, vestiges des treize moulins qui jalonnaient la vallée de la Canner au XIXe siècle :
- le moulin-bas, une huilerie attestée dès le XVIIIe siècle ;
- le moulin-haut est un moulin à farine, le dernier à avoir cessé son activité en 1986.

#### Édifices religieux

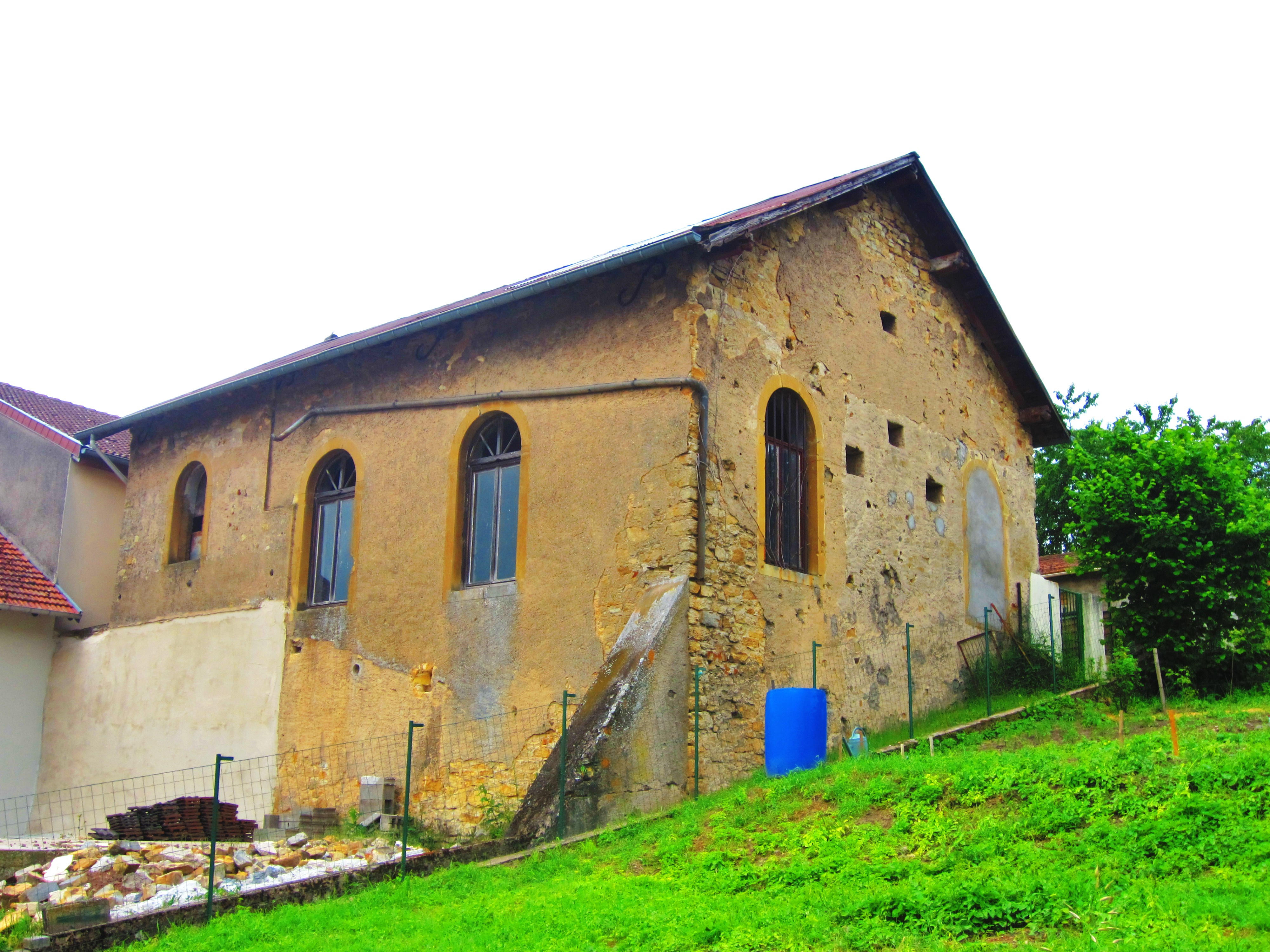
Ancienne synagogue.

- Église paroissiale Saint-Nicolas à trois nefs, construite après la séparation de Buding de la paroisse du Hackenberg et son élévation le 31 mai 1804 au rang de paroisse indépendante, et après la destruction en 1822 de la chapelle du village alors située au carrefour de la RD 2 et de l'actuelle rue de l'Église ; tour clocher construite sur la 1re travée de la nef au milieu du XIXe siècle ; armes de France
- Synagogue, construite au XIXe siècle ; utilisée comme remise agricole au XXe siècle.

Une première synagogue fut édifiée dès 1757. Au prix d'énormes difficultés un nouvel édifice fut érigé entre 1838 et 1854 il fut édifié route d'Inglange. Une école juive y fut aussi bâtie à proximité. La communauté juive de Buding connue son apogée démographique avec 92 personnes. Elle déclina à la fin du XIXe siècle. Les jeunes gens préférant surtout pour des raisons économiques habiter Thionville ou Metz, villes leur proposant de meilleures perspectives d'avenir. La communauté juive disparue  en 1945, seulement deux familles ayant choisi de revenir à Buding. La synagogue fut désaffectée puis aliénée en 1958. En 1961 le bâtiment fut vendu.

### Personnalités liées à la commune
- Jean-Pierre Schumacher, né le 15 février 1924 au moulin haut de Buding (anciennement : lieu-dit « Le Moulin »; aujourd’hui : 1, rue de Metzervisse), mort le 21 novembre 2021 à Midelt (Maroc). Moine trappiste, seul à avoir échappé avec frère Amédée à l'assassinat des moines de Tibhirine en 1996[30].

### Héraldique
| Blason de Buding | Blason  | De gueules au lion d'or, accompagné de trois besants du même. |
| Blason de Buding | Détails | Le statut officiel du blason reste à déterminer.              |

## Pour approfondir